# Maner
Maner é um cidade no distrito de Patna, no estado indiano de Bihar.

## Geografia
Maner está localizada a 25° 39′ N, 84° 53′ L. Tem uma altitude média de 54 metros (177 pés).

## Demografia
Segundo o censo de 2001, Maner tinha uma população de 26.912 habitantes. Os indivíduos do sexo masculino constituem 53% da população e os do sexo feminino 47%. Maner tem uma taxa de literacia de 52%, inferior à média nacional de 59,5%: a literacia no sexo masculino é de 61% e no sexo feminino é de 42%. Em Maner, 19% da população está abaixo dos 6 anos de idade.